# Снукер на летних Паралимпийских играх
Снукер на летних Паралимпийских играх был частью игровой программы с 1960 по 1988 года, за исключением 1980.
Турниры проводились преимущественно для игроков с параличом нижних конечностей. С 1960 по 1968 разыгрывалось 4 медали (золотая, серебряная и две бронзовых); затем — три. В 1972, 1976 и 1984 годах проводилось два турнира для игроков с разной степенью паралича. Все соревнования проходили по более короткой, в сравнении с профессиональными снукерными турнирами, системе.
В 1988 году в первый и единственный раз турнир проводился с применением группового этапа.
Британец Майкл Шелтон трижды (с 1964 по 1972) выигрывал золотую медаль — наилучший показатель. Также он был серебряным призёром на первых играх (в 1960) и бронзовым в 1976. 

## Статистика
| Год        | Место проведения        | Медали                     | Медали                     | Медали                         |
| Год        | Место проведения        | Золото                     | Серебро                    | Бронза                         |
| ---------- | ----------------------- | -------------------------- | -------------------------- | ------------------------------ |
| 1960 Обзор | Рим                     | Клифф Китон                | айкл Шелтон                | Джованни Феррарис Дж. Портелли |
| 1964 Обзор | Токио                   | Майкл Шелтон               | Фрэнк Вечера               | Клод Мархэм Джордж Портелли    |
| 1968 Обзор | Тель-Авив               | Майкл Шелтон               | Джимми Гибсон              | Джон Ньютон Арольдо Русчиони   |
| 1972 Обзор | Гейдельберг             | Майкл Шелтон Питер Хэслем  | Джимми Гибсон Клифф Рикард | Арольдо Русчиони Крис Макганн  |
| 1976 Обзор | Торонто                 | Дин Меллуэй Т. Тейлор      | Брайан Фолкнер Род Влейгер | Майкл Шелтон Питер Хаслэм      |
| 1984 Обзор | Сток-Мандевиль Нью-Йорк | Джимми Гибсон Питер Хаслэм | Дж. Бьюкенен К. Эллисон    | Майк Лэнгли Томми Тейлор       |
| 1988 Обзор | Сеул                    | Майк Лэнгли                | Майкл Уайт                 | Морис Джоб                     |